# Celastrus confertus
Celastrus confertus är en benvedsväxtart som beskrevs av Ruiz och Pav. Celastrus confertus ingår i släktet Celastrus och familjen Celastraceae. Inga underarter finns listade.